# Mordellistena exigua
Mordellistena exigua es una especie de coleóptero de la familia Mordellidae.

## Distribución geográfica
Habita en Río de Janeiro (Brasil).